# Mato Grosso
Mato Grosso (MT) er en brasiliansk delstat, beliggende cirka midt i landet i regionen
Centro-Oeste. Hovedstaden hedder Cuiabá og delstaten grænser op til Amazonas, Pará, Tocantins, Goiás, Mato Grosso do Sul, Rondônia og nabolandet Bolivia.
- Wikimedia Commons har flere filer relateret til Mato Grosso

12°50′S 56°19′V / 12.83°S 56.32°V